# He Yingqin

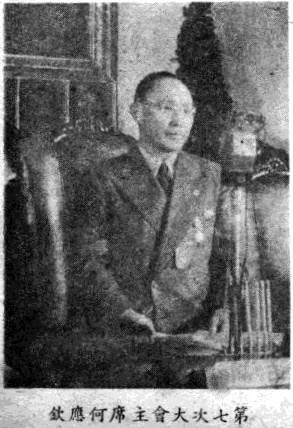
He Yingqin (1948)

He Yingqin (xinès simplificat 何应钦, xinès tradicional: 何應欽, pinyin : Hé Yìngqīn;) fou un dels més destacats militars xinesos del segle xx. Va néixer a Xingyi, província de Guizhou el 2 d abril de 1890 i va morir a Taipei el 21 d' outubre de 1987).

## Biografia
Als 17 anys ingressà en una acadèmia militar i quan va anar a estudiar al Japó va conèixer Chiang Kai-shek. Contrari a la dinastia Qing col·laborà amb els republicans.. Va ser un dels encarregats de la formació de quadres militars de l'exèrcit nacionalista. El 1927 va donar suport (com ja ho havia fet abans combatent els senyors de la guerra) a Chiang en la seva lluita contra els comunistes. Però la relació es va trencar en donar suport a Wang Jingwei, de la tendència esquerrana del Kuomintang, rival polític de Chiang, al qual li qüestionava el seu lideratge. Quan Chiang va recuperar el poder, després dels pocs resultats dels seus adversaris, He i Chiang es van reconciliar. Durant l'Incident de Xi'an va esdevenir el cap provisional de l'exèrcit, disposat a intervenir contra Zhang Xueliang. i evitant que el grup feixista Societat de les Camises Blaves tinguessin protagonisme polític aprofitant el segrestament de Chiang.
Durant la Segona Guerra Sinojaponesa fou ministre de la guerra en el govern de Chiang Kai-shek fins al 1944. Reprentà la Xina en l'acte de rendició del Japó a càrrec del general Yasuji Okamura, cap de les tropes nipones a ka Xina. El 1948 tornà a ser ministre de la guerra quan s'ìnicia altra vegada la guerra civil entre nacionalistes i comunistes. Quan Chiang dimiteix per l'evolució desfavorable del conflicte bèl·lic i, per equilibrar el poder del nou president Li Zongren. He és nomenat cap de govern (1949. Però no podent evitar l'avenç comunista dimiteix el mes de maig. Quan Chiang, el 1950, esdevé Presdident de la República a Taiwan He Yingqin és marginat i només va ocupar càrrecs d'institucions vinculades al Kuomintang. Va morir a Taipei als 97 anys.